# 곽원 (고려)
곽원(郭元, ? ~ 1029년)은 고려 초기의 문신이다. 본관은 청주(淸州). 벼슬은 참지정사(參知政事)에 이르렀다. 청렴한 성품을 가졌으며 뛰어난 글재주를 지녔다고 전한다. 유능한 관리로 칭송받았으며, 거란이나 여진족에 대해서는 늘 강경한 입장을 고수하였다.

## 생애
996년(고려 성종 15년) 음력 12월 실시한 과거에 급제하여 관직에 올랐다. 《신증동국여지승람(新增東國輿地勝覽)》에서는 곽원이 갑과(甲科)에 합격한 것으로 나오며 《고려사(高麗史)》에서 이날 과거에서 ‘곽원 등에게 급제를 주었다.’고 기록된 것으로 보아서 우수한 성적으로 합격한 것으로 보인다.
1015년 음력 12월, 당시 민관시랑(民官侍郞) 이었던 곽원은 송나라에 사신으로 가서 거란이 거듭 공격해오는 사실을 알리고 도움을 청하였다. 고려는 이미 993년과 1010년 두 차례에 걸쳐 거란의 대대적인 침공을 받았으며, 이후에도 국경 지대에서 거란군의 산발적인 공격이 계속되었기 때문에 위기감을 느끼고 있었다.
그러나 당시 송나라의 황제였던 진종(眞宗)은 거란과의 충돌을 꺼렸기 때문에 곽원에게 개보사(開寶寺)를 둘러보게 하고 절의 탑 위에서 관반(館伴: 외국 사신을 접대하는 임시 직책)인 원외랑(員外郞) 장사덕(張師德)으로 하여금 거란과 우호 관계를 맺을 것을 권하는 뜻을 전달하게 했다. 때문에 송나라에게서 직접적인 도움을 받아내지는 못했다. 곽원은 송나라의 비단 등의 물품과 송나라의 책력(冊曆), 그리고 송나라의 진무택(陳無擇)이 쓴 의서 《성혜방(聖惠方》을 가지고 다음해 음력 1월에 귀국했다.
《송사(宋史)》의 기록에 따르면 곽원은 송나라에서 나무랄 데 없는 몸가짐과 글재주로 송나라 조정의 후대를 받았다. 또 당시 고려의 기후, 과거제도, 군사제도, 시장에서의 물물 교환, 구리 그릇 사용, 고려의 통치방식과 수도 개경(開京)의 현실, 단오에 그네를 뛰며 즐기는 고려인들의 모습 등에 대해 곽원이 송나라에서 한 말이 기록되어 있다.

### 북방민족에 대한 태도
곽원은 거란과 여진을 적대시하고 있었으며, 현종(顯宗)이 여진족에게 회유책을 쓸 것을 논의하게 하자 여진족들은 겉모습만 사람일 뿐 속마음은 짐승과 같다면서 반대하고 그들을 억누르는 것이 낫다고 주장하였다.
1029년 음력 8월 대조영의 7대 후손인 대연림(大延琳)이 거란의 동경(東京)이었던 요양(遼陽)에서 반기를 들고 자립하여 나라이름을 흥료국(興遼國)이라 하고 그해 음력 9월 고려에 사신을 보내 도움을 청하였다. 한편 거란에서도 고려의 도움을 청하는 사신을 보냈는데, 고려 조정에서는 주전론과 신중론으로 의견이 나뉘었다.
곽원은 주전론자들을 대표하는 인물이었으며, 압록강 동쪽에 있는 거란의 영토를 점령할 것을 주장하였다. 끝내 신중론을 주장하는 최사위(崔士威) 등의 반대를 물리치고 군사를 보내 공격하게 했으나 거란에서는 이미 발해태보(渤海太保) 하행미(夏行美)를 보내 대비를 갖추고 있었기에 실패로 돌아갔다. 이로 인해 곽원은 부끄러움을 이기지 못하여 몸에 종기가 생겼고 얼마 지나지 않아 세상을 떠났다.
1031년 현종의 뒤를 이어 즉위한 덕종(德宗)은 그해 음력 9월에 곽원의 공을 기리면서 아들 곽증(郭拯)에게 벼슬을 내렸다.

## 경력
곽원이 거친 벼슬을 연대순으로 나열하면 다음과 같다
| 연도   | 관직                                                                                        |
| ------ | ------------------------------------------------------------------------------------------- |
| 996년  | 음력 12월 과거 급제. 이후 여러 차례 승진하여 기거사인(起居舍人)이 됨.                       |
| 1015년 | 음력 11월 송나라에 사신으로 갈 때 민관시랑(民官侍郞)이라는 자리에 있었음.                   |
| 1016년 | 음력 1월에 송나라에서 귀국한 후 형부시랑(刑部侍郞) 우간의대부(右諫議大夫)로 임명됨.         |
| 1017년 | 예부시랑(禮部侍郞) 한림학사(翰林學士)로 임명됨.                                             |
| 1021년 | 음력 1월 중추직학사(中樞直學士)로 임명됨.                                                   |
| 1022년 | 우산기상시(右散騎常侍)가 됨.                                                                |
| 1023년 | 음력 1월 중추사(中樞使)가 됨. 이후 어느 때인지는 정확하지 않으나 형부상서(刑部尙書)를 지냄. |
| 1024년 | 음력 7월 서북면 행영부도통(行營副都統)이 됨.                                                |
| 1025년 | 음력 2월 현종으로부터 추성문리공신(推誠文理功臣) 칭호를 받고 상주국(上柱國)에 임명됨.       |
| 1027년 | 음력 1월 참지정사(參知政事)가 됨.                                                           |